# Bushveld
Il bushveld è un altopiano dell'Africa australe che si estende dalle province di Limpopo e Nord-Ovest, in Sudafrica, a parte del Botswana occidentale e dello Zimbabwe meridionale. Il paesaggio predominante è la savana, con pianure erbose punteggiate da fitti gruppi di alberi e arbusti.
Questa regione costituisce l'ecoregione della boscaglia aperta dell'altopiano sudafricano, definita dal WWF (codice ecoregione: AT0717)).

## Territorio
È un'ecoregione di savana che occupa una superficie di 223.100 km², repartiti tra il nord-est del Sudafrica, il sud e il sud-ovest dello Zimbabwe e l'est del Botswana, nel bacino dei fiumi Limpopo e Olifants. Confina a nord con i boschi di Baikiaea dello Zambesi, a nord-est con i boschi di miombo meridionali, a est con la savana alberata a mopane dello Zambesi, a sud-est con le praterie montane dei monti dei Draghi, a sud con le praterie dell'Alto Veld, a sud-ovest con la savana xerofila del Kalahari, e ad ovest con i boschi di Acacia-Baikiaea del Kalahari e i Laghi salati del bacino dello Zambesi. Il Bushveld appartiene al gruppo di altopiani erbosi (detti veld, «prato» in afrikaans) che comprende anche l'Highveld e il Lowveld. Come il Lowveld, il Bushveld è caratterizzato da altitudini relativamente modeste (da 700 a 1400 m) e clima caldo subtropicale, con precipitazioni annuali medie variabili a seconda delle zone, da 350 mm (nella parte occidentale) a 600 mm (nel nord-est). L'altopiano è interrotto da tre catene montuose principali: i monti dei Draghi (che si estendono da nord a sud fra Tzaneen e Belfast), il massiccio del Waterberg (da Mokopane a est fino a Thabazimbi a ovest) e la catena dei Soutpansberg (a nord di Louis Trichardt). Quest'ultima è la catena più settentrionale del Sudafrica.

## Flora

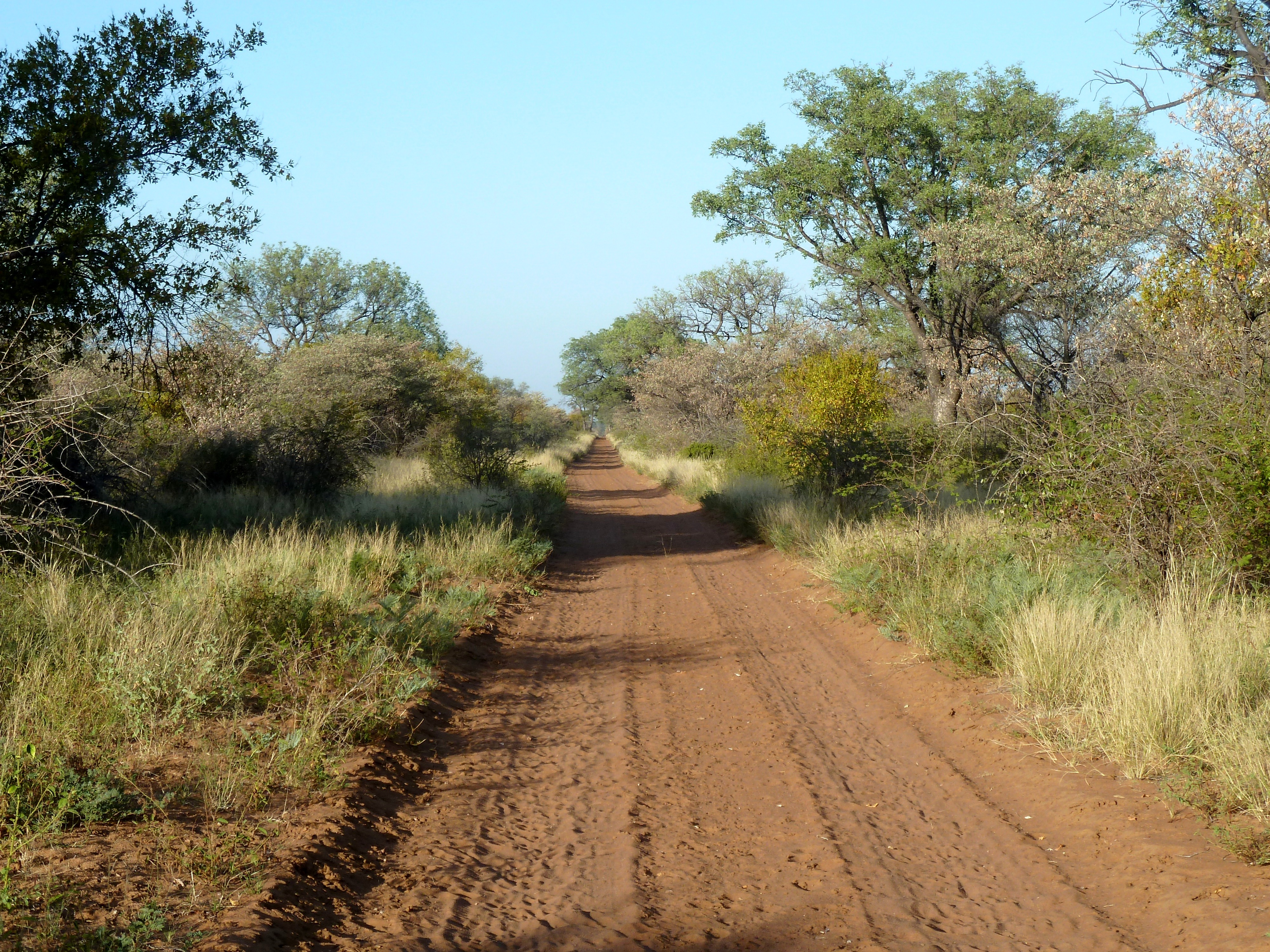
Vegetazione lungo una strada sterrata nei pressi della valle del Limpopo

Le pianure erbose della regione, come indica il nome, sono punteggiate da fitti raggruppamenti di alberi e arbusti. Le erbe sono alte e diventano gialle o marroni in inverno.

## Fauna
Nella regione abitano grandi mammiferi, come i rinoceronti bianco (Ceratotherium simum) e nero (Diceros bicornis), la giraffa (Giraffa camelopardalis), lo gnu striato (Connochaetes taurinus), il kudù maggiore (Tragelaphus strepsiceros), l'impala (Aepyceros melampus) e altre specie di antilopi.

## Popolazione
Dato il clima secco, nel Bushveld l'agricoltura non è molto diffusa; si coltivano quasi solo sorgo e miglio, piante resistenti alla siccità. Gran parte del terreno agricolo è destinato all'allevamento del bestiame o adibito ad area di caccia. Il Bushveld è una delle regioni più ricche di minerali del mondo; questa ricchezza è dovuta alla presenza di una formazione nota come complesso igneo del Bushveld, che si estende per oltre 50.000 km² e contiene vasti giacimenti di andalusite, cromo, fluorite, platino e vanadio. In particolare, al complesso del Bushveld appartiene il Merensky Reef, che è la più ricca fonte di platino e minerali correlati al platino conosciuta al mondo. Fra le principali città e cittadine della regione si possono ricordare: Bela-Bela, Brits, De Wildt, Haenertsburg, Hammanskraal, Lephalale, Louis Trichardt, Mara, Modimolle, Mokopane, Mookgophong, Musina, Northam, Pienaarsrivier, Polokwane, Roedtan, Sun City, Thabazimbi, Vaalwater, Vivo e Zion City Moriain Sudafrica e Selebi-Phikwe in Botswana.

## Conservazione
L'ecoregione è considerata vulnerabile: l'allevamento estensivo e l'espansione umana costituiscono le principali minacce. Tra le aree protette ricordiamo in Sudafrica il parco nazionale di Pilanesberg, la riserva naturale Hans Strydom, la riserva naturale di Doorndraai Dam e la riserva naturale di Nylsvlei, e nello Zimbabwe il parco nazionale di Matopos.